# Czorneboh
Czorneboh (hornolužickosrbsky Čornobóh) je 557 m vysoký vrch v saské části Šluknovské pahorkatiny. Vrchol se nachází na území hornolužické obce Hochkirch asi 10 kilometrů od česko-německých hranic severně od Šluknova a zhruba 8 kilometrů jihovýchodně od hornolužického Budyšína. Na Czornebohu stojí 23 m vysoká rozhledna s horskou chatou.

## Název

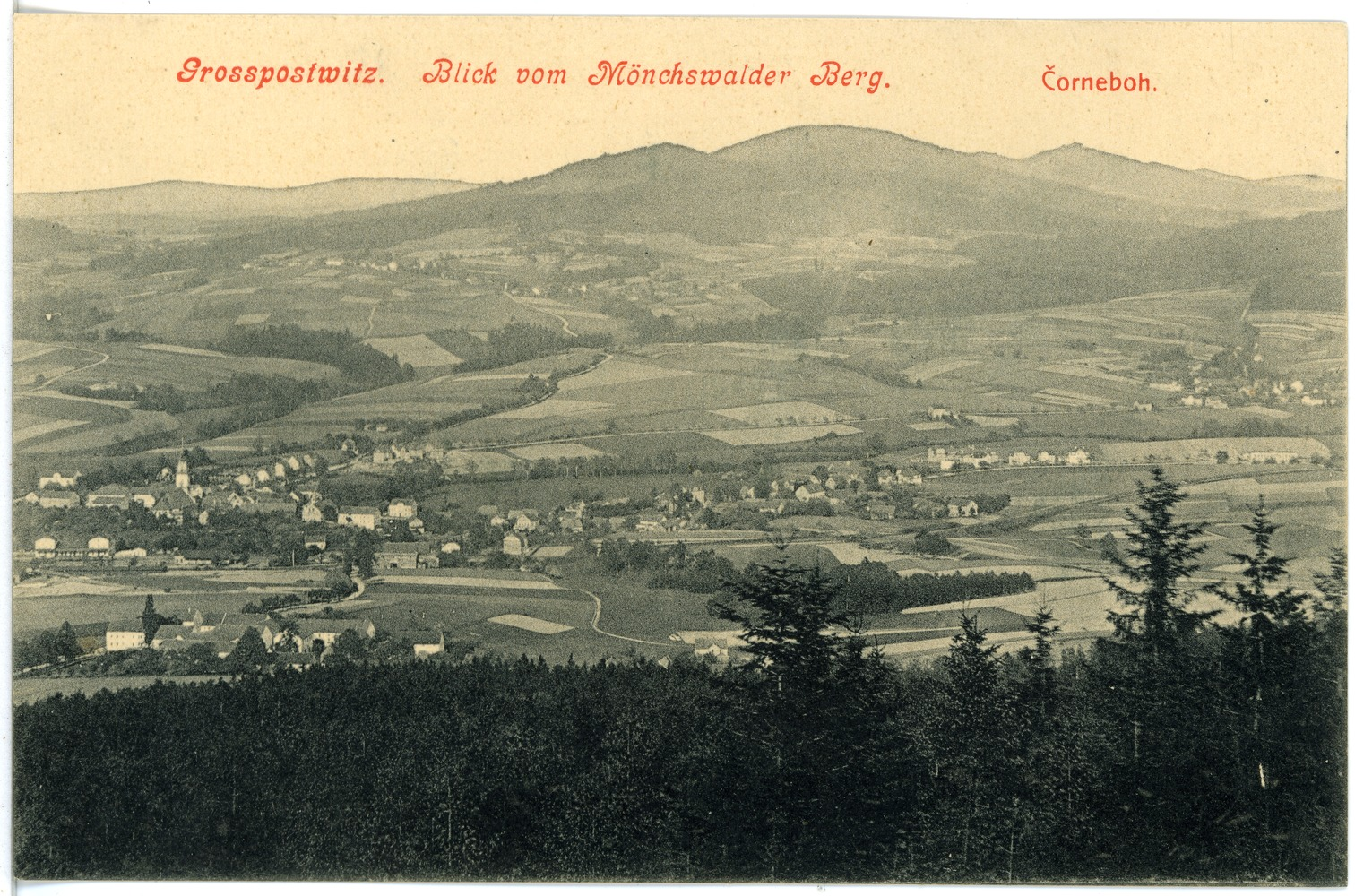
Pohlednice z roku 1914

První prokazatelné pojmenování vztažené k Czornebohu pochází z přelomu 18. a 19. století. V mapě saského vojenského mapování je kopec uveden pod dvojitým názvem Schleifenberg/Zschernebog. Vrch je však zmiňován bez bližšího určení polohy již dříve. V roce 1783 je v knize Karla Gottloba Antona Erste Linien eines Versuchs über der Alten Slaven Ursprung, Sitten, Gebräuche, Meinungen und Kenntnisse zmíněn kopec Schleifberg a jeho slovanské jméno Praschwica. Roku 1790 je v Lausizischen Wochenblatt poprvé uveden název Czerneboh, který v dalších letech převládl a objevoval se v různých variantách, např. Zschernebug nebo Tschernebog. V období vlády národního socialismu musel být vrch přejmenován na Schleifberg, ale po skončení druhé světové války se vrátil k označení Czorneboh/Čornobóh.
Německý název Schleif(en)berg odkazuje patrně na klikatící se cesty (die Schleife), které přes vrch vedly a po kterých bylo náročné cokoliv přepravovat (schleifen = vláčet). Označení Czorneboh, respektive Čornobóh, je odvozeno od jména slovanského boha Černoboha a souvisí s označením nedalekého vrchu Bieleboh/Běłobóh. Nejstarší slovanské označení Prašwica pochází z hornolužického slovesa prašeć so (= ptát se).

## Přírodní poměry
Czorneboh leží v německé části Šluknovské pahorkatiny a její části Nördliches Oberlausitzer Bergland (Severní hornolužická vrchovina). Se svou nadmořskou výškou 557 m je 8. nejvyšším vrchem Šluknovské pahorkatiny a 3. nejvyšším v její německé části. Vrchol a svahy severně až východně od něj leží na území obce Hochkirch (místní část Meschwitz), horská bouda s rozhlednou a svahy západně až severně od vrcholu leží na území obce Kubschütz (místní část Rachlau) a jižní část leží na území obce Cunewalde v zemském okrese Budyšín. Geologické podloží tvoří převážně lužický granodiorit a severovýchodně od vrcholu je zastoupen také drobnozrnný hybridní dvojslídý granodiorit. Převládajícím půdním typem je podzolová kambizem. Jižní svahy odvodňuje Elsbach, severní pak Albrechtsbach a Menschwitzer Waldwasser. Celý vrch tak náleží k povodí Sprévy a k úmoří Severního moře. Většina vrcholu je zalesněná jehličnatým lesem. Czorneboh leží v chráněné krajinné oblasti Oberlausitzer Bergland a na většinu svahů zasahuje evropsky významná lokalita Czorneboh und Hochstein.

## Rozhledna
S nápadem na stavbu rozhledny na vrcholu Czornebohu přišel v roce 1850 budyšínský vrchní nadlesní Carl Friedrich Walde. Téhož roku začala stavba 23 metrů vysoké kamenné rozhledny, jejíž plány vyhotovil budyšínský stavitel Traugott Hobjan. Měla podobu hranolové věže zakončené cimbuřím v duchu romantismu. Slavnostní otevření proběhlo 17. května 1851 a věž je tak nejstarší zděnou rozhlednou ve Šluknovské pahorkatině. Roku 1928 byla na vrchol rozhledny přistavěna dřevěná prosklená nástavba. Ta však byla zničena při požáru dne 19. prosince 1944. Opravená rozhledna byla znovu zpřístupněna návštěvníkům až v 50. letech 20. století.
Vedle rozhledny stojí horská chata, která byla dokončena a uvedena do provozu 30. května 1852. Roku 1937 prošla celkovou přestavbou. Vedle chaty stojí pomník budyšínského právníka Carla Gottloba Stephana, který si vrch s rozhlednou velmi oblíbil a vystoupil na něj více než 3000×. Mezi lety 1904 a 1950 stála vedle chaty také socha kancléře Otto von Bismarcka.

## Galerie

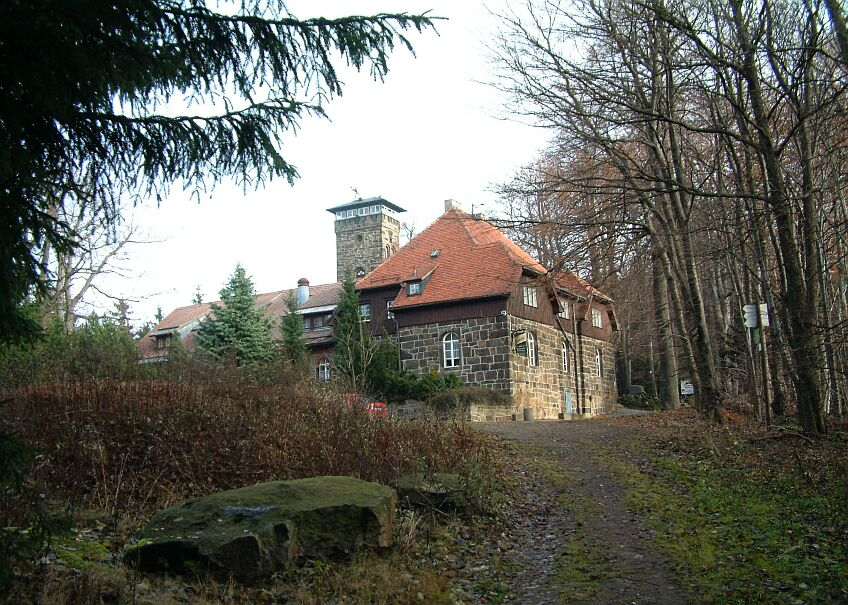
Horská chata s rozhlednou
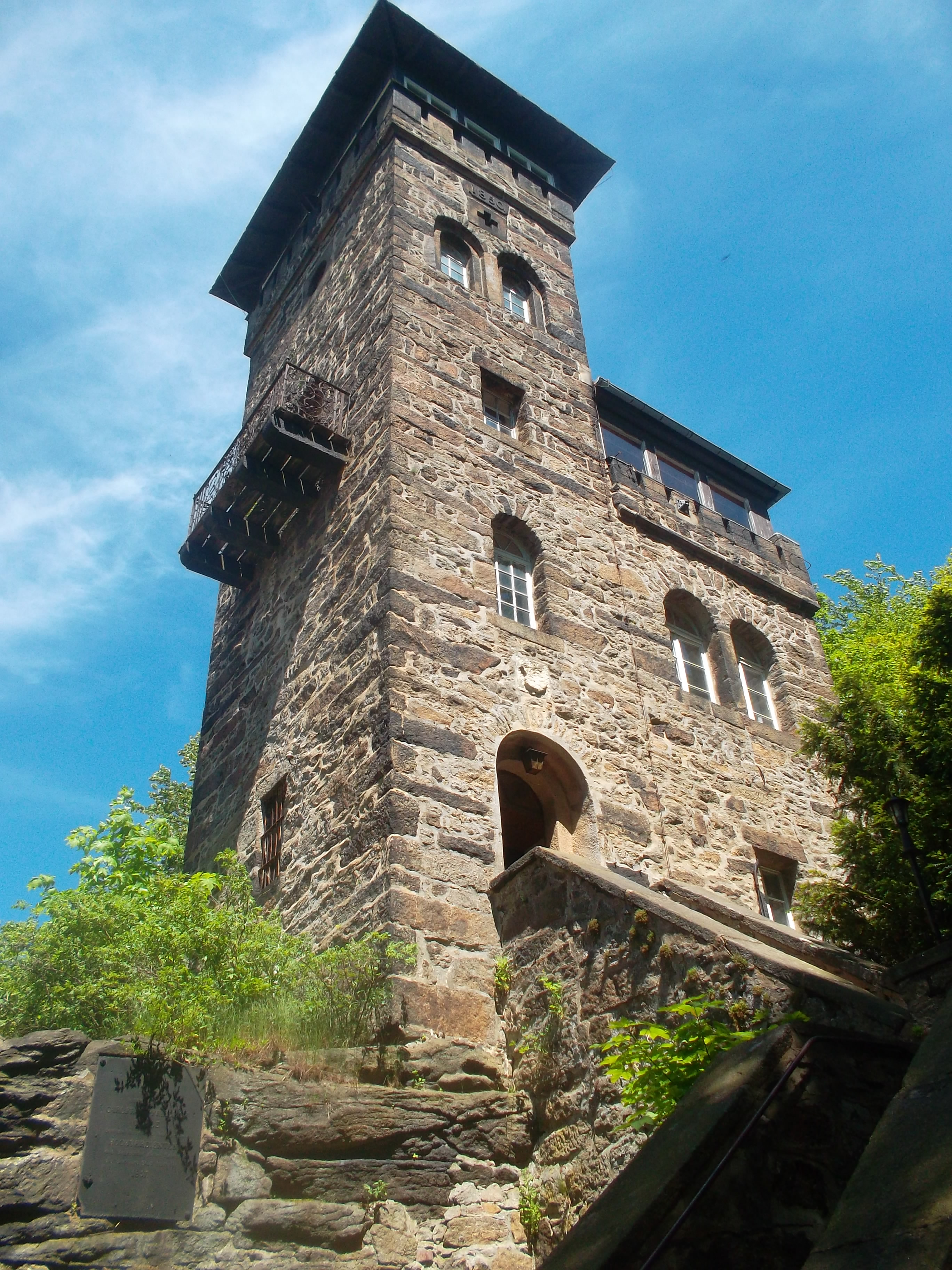
Rozhledna
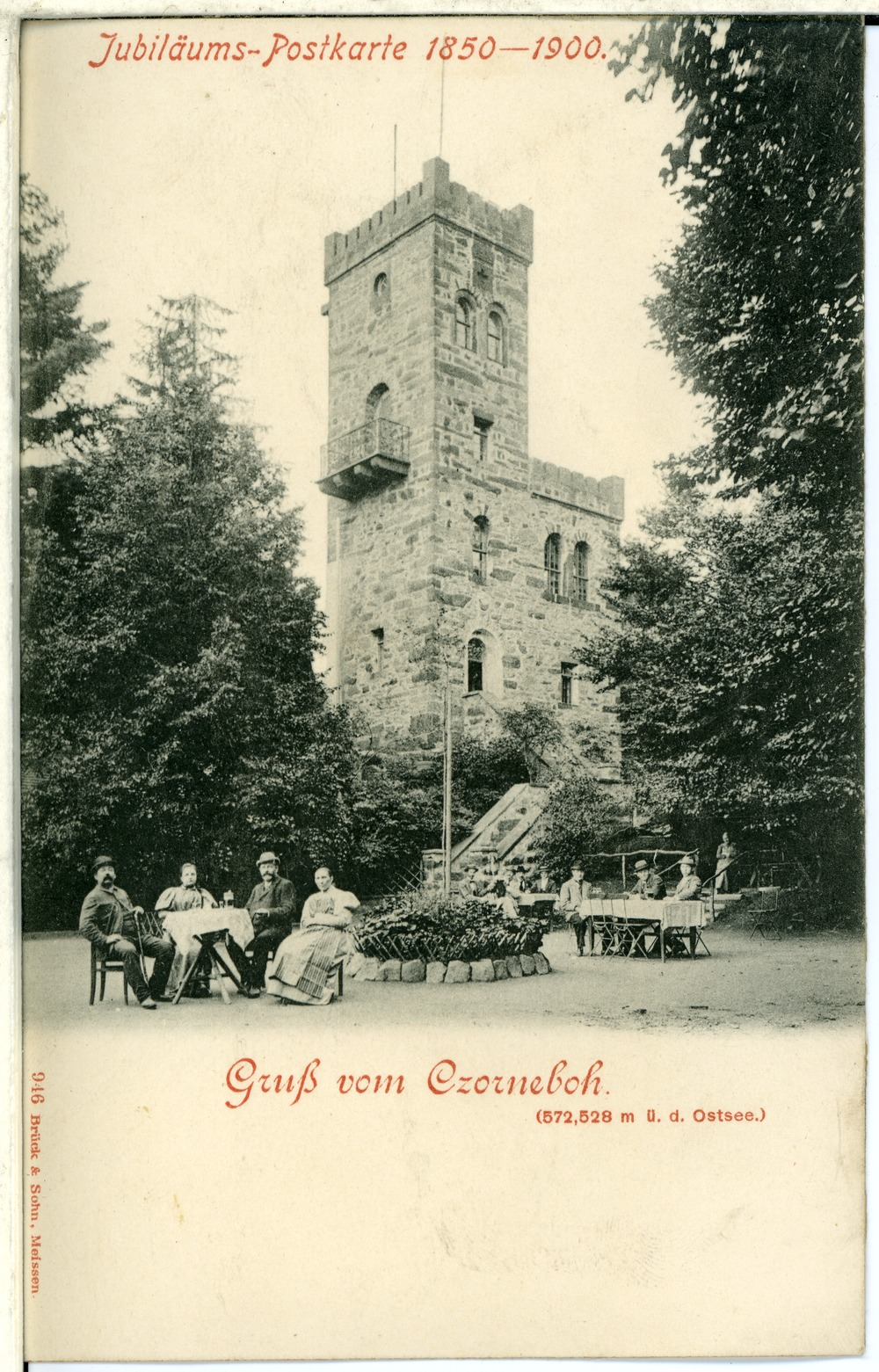
Rozhledna s původním cimbuřím
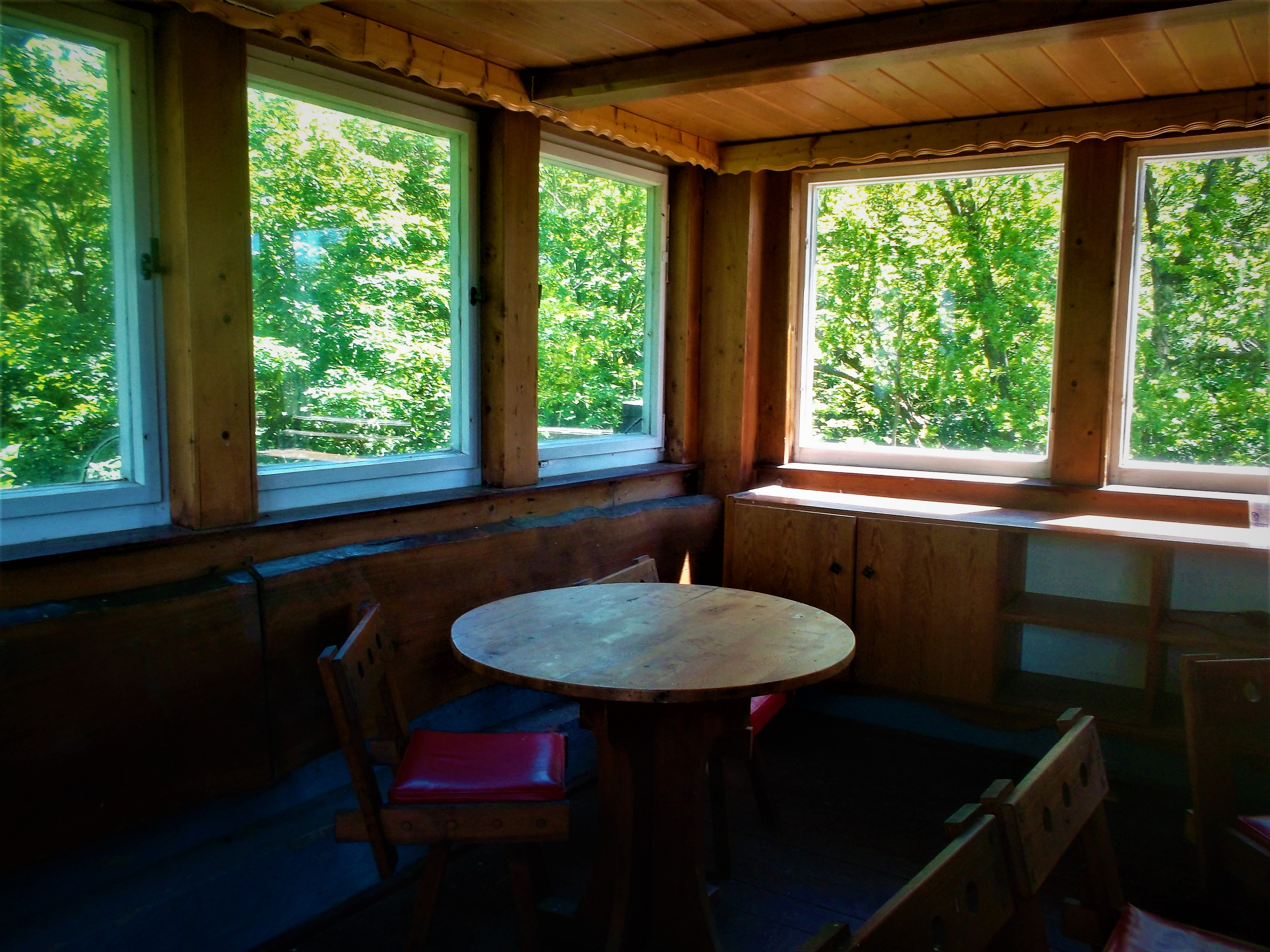
Interiér rozhledny
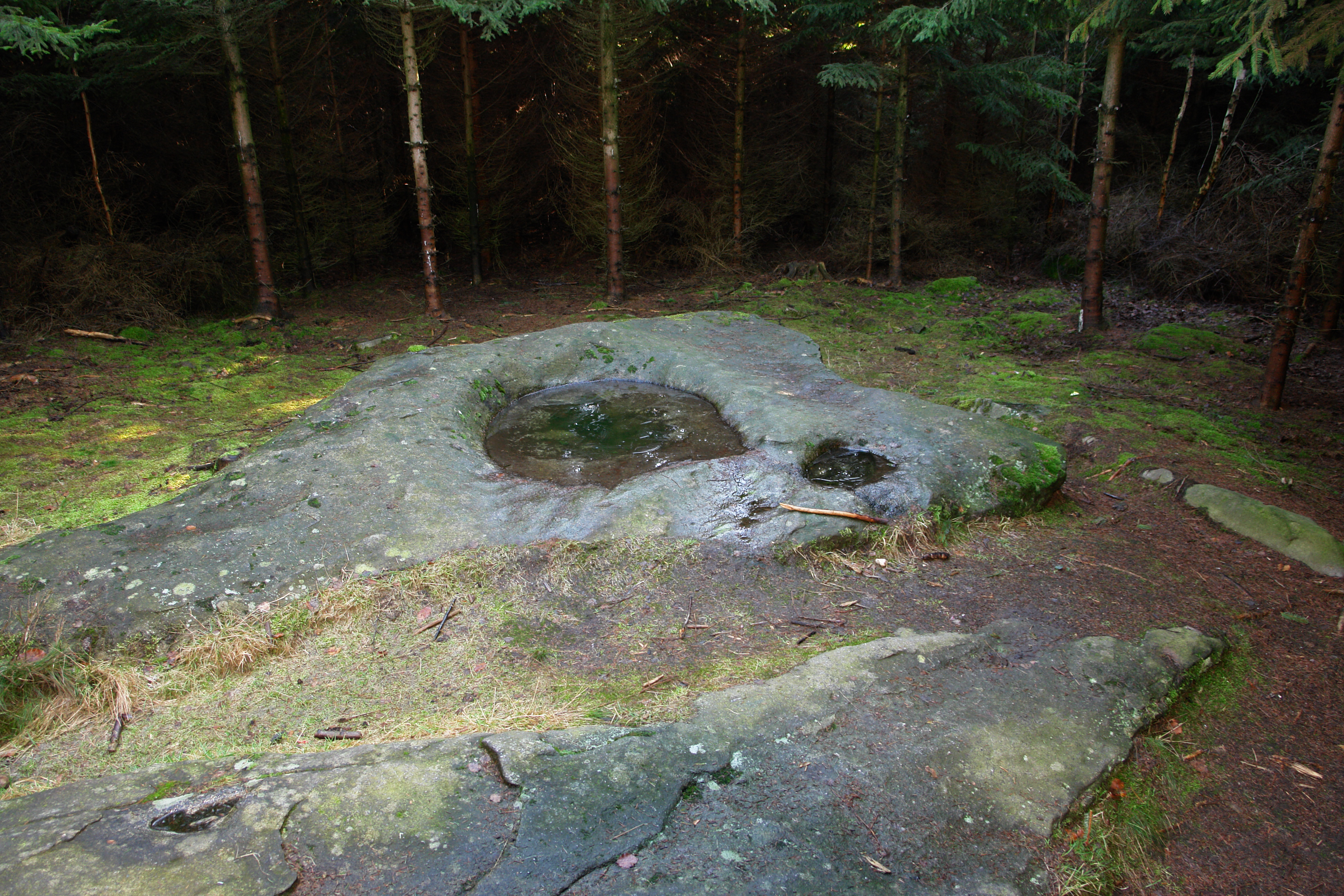
Obětní mísa